# Neolagenipora
Neolagenipora is een mosdiertjesgeslacht uit de familie van de Escharellidae en de orde Cheilostomatida. De wetenschappelijke naam ervan is in 1949 voor het eerst geldig gepubliceerd door Vigneaux. Het geslacht was aanvankelijk ingedeeld in de familie van de Romancheinidae.

## Soorten
- Neolagenipora collaris (Norman, 1867)
- Neolagenipora eximia (Hincks, 1860)
- Neolagenipora mawatarii (Hayami, 1975) †
- Neolagenipora rugosa Hayward, 1994

### Taxon inquirendum
- Neolagenipora punctigera (Waters, 1899)

### Synoniemen
- Neolagenipora hincksi (Bassler, 1953) => Phylactella labrosa (Busk, 1854)